# Gerhard Bothur
Gerhard Bothur (* 10. Januar 1905 in Berlin; † 3. August 1971 in Wiesbaden) war ein deutscher Politiker (SPD) und Beamter.

## Leben und Beruf
Gerhard Bothur absolvierte die Volksschule in Berlin, legte danach seine Prüfung zur mittleren Reife ab und besuchte die höhere Handelsschule. Nach einer Bürolehre und Werksstudentenzeit erfolgte 1925 der Eintritt in den kommunalen Dienst der Stadt Berlin. Nach dem Besuch des Seminars für Jugendwohlfahrt in Berlin erfolgte im Jahr 1928 die staatliche Anerkennung als Sozialarbeiter.
Bothur besuchte die Deutsche Hochschule für Politik in Berlin, die Handelshochschule Berlin und die Verwaltungsakademie Berlin. Von 1930 bis 1933 war er leitender Kommunal- und Sozialbeamter, aus diesem Dienstverhältnis wurde er 1933 aus politischen Gründen entlassen. Danach war er von 1934 bis 1939 freiberuflich in steuerberatender Tätigkeit. 1938 legte Gerhard Bothur die Fachprüfung für Prüfungs- und Treuhandwesen ab. Gerhard Bothur nahm als Soldat am Zweiten Weltkrieg teil und war als Kriegsgefangener in den USA.

## Partei und Verbände
Von 1919 bis 1932 war Gerhard Bothur Mitglied der Sozialistischen Arbeiterjugend. Seit 1922 war Gerhard Bothur Mitglied der SPD. Er war Vizepräsident des Deutschen Roten Kreuzes in Westfalen-Lippe.

## Abgeordneter
Von 1927 bis 1933 war Gerhard Bothur für die SPD Bürgerdeputierter beim Bezirksamt Berlin-Schöneberg.
Von 1953 bis 1954 war Gerhard Bothur Mitglied der Landschaftsversammlung Westfalen-Lippe.
Von 1954 bis 1957 war er in der 3. Legislaturperiode Mitglied des Landtags Nordrhein-Westfalen im Wahlkreis 145 (Minden-Nord).

## Öffentliche Ämter
Im Dezember 1945 wurde Gerhard Bothur von der britischen Militärregierung zum hauptamtlichen Landrat des Kreises Minden ernannt, er führte dieses Amt bis zum April 1946 aus. Von April 1946 bis Februar 1954 war er Oberkreisdirektor des Kreises Minden. Von 1954 bis 1957 war er Landesrat beim Landschaftsverband Westfalen-Lippe. Von Februar 1957 bis Oktober 1958 war Gerhard Bothur Staatssekretär im Finanzministerium von Nordrhein-Westfalen unter Minister Willi Weyer (FDP). Von 1960 bis zum Eintritt in den Ruhestand im Jahr 1967 war Gerhard Bothur Oberstadtdirektor der Stadt Duisburg.